# Tropan
Tropan je biciklična organska spojina, ki vsebuje dušik. Po njem se imenuje skupina tako imenovanih tropanskih alkaloidov. Mednje sodita med drugimi atropin in kokain, ki v svoji strukturi vsebujeta tropinon, katerega derivat je tudi tropan. Tropanski alkaloidi se nahajajo v rastlinah iz družin kokovk (vključno s koko) in razhudnikovk (vključno z volčjo češnjo, paradižnikom in krompirjem).
8-azabiciklo[3.2.1]oktan (tropan brez 8-metilne skupine) imenujemo  nortropan.
Tropan dobimo s kondenzacijo piperidina in pirolidina.